# Tsypnavolok
Tsypnavolok of Tsyp-Navolok (Russisch: Цыпнаволок, Цып-Наволок) is een landelijke lokaliteit (een onbewoonde lokaliteit) in het district Pechengsky van de Russische oblast Moermansk, gelegen op het schiereiland Rybachy bij Kaap Tsypnavolok aan de Barentszzee.

## Geschiedenis
Gedurende de jaren 60 van de 19de eeuw werd op het schiereiland Kola de kust bij de havenstad Moermansk ingenomen. In 1867 werd er bij de kaap een vissersdorp gesticht door de Kola-Noren. In 1929 stonden er 114 Noren geregistreerd in het gebied en daarom werd er een Noorse, nationale selsovjet gesticht in 1930. In 1940 werden de Noren verplaatst gedurende de etnische reinigingscampagnes dicht bij de grens, waardoor het selsovjet afgeschaft werd. Na de  Tweede Wereldoorlog kregen de Noren de toestemming om terug de keren naar oblast Moermansk, maar ze moesten zich vestigen in Port-Vladimir.

## Moderne tijden
Tsypnavolok huisvest een militaire eenheid, een weerstation en een vuurtoren. Het gebied is een vindplaats van sulfiden (chalcopyriet, galeniet, pyriet en sfaleriet).